# Division I (Schach) 1957
Die Division I 1957 war die achte schwedische Mannschaftsmeisterschaft im Schach (Allsvenskan) und gleichzeitig deren fünfte Austragung in einem Ligabetrieb mit Auf- und Abstieg.

## Datum und Ort
Die Wettkämpfe wurden am 2. und 3. November in Stockholm ausgetragen.

## Turnierverlauf
Die Entscheidung um die Meisterschaft fiel in der letzten Runde, in welcher der zweitplatzierte Schackkamraterna Solna auf den führenden SK Rockaden Stockholm traf. Durch ein Unentschieden wurde Rockaden Stockholm als Aufsteiger schwedischer Meister, während Solna zum dritten Mal in Folge Vizemeister wurde. Erneut musste mit dem Wasa SK der Titelverteidiger absteigen, ebenso der zweite Aufsteiger SK Kamraterna Göteborg.

### Abschlusstabelle
| Pl. | Verein                     | Sp | G | U | V | MP  | Brett-P.  |
| --- | -------------------------- | -- | - | - | - | --- | --------- |
| 01. | SK Rockaden Stockholm (N)  | 3  | 2 | 1 | 0 | 5:1 | 18,0:12,0 |
| 02. | Schackkamraterna Solna     | 3  | 1 | 2 | 0 | 4:2 | 16,5:13,5 |
| 03. | Wasa SK (M)                | 3  | 1 | 0 | 2 | 2:4 | 12,0:18,0 |
| 04. | SK Kamraterna Göteborg (N) | 3  | 0 | 1 | 2 | 1:5 | 13,5:16,5 |

### Entscheidungen
|     | Schwedischer Mannschaftsmeister: SK Rockaden Stockholm        |
|     | Absteiger in die Division II: Wasa SK, SK Kamraterna Göteborg |
| (M) | Meister der letzten Saison                                    |
| (N) | Aufsteiger der letzten Saison                                 |

### Kreuztabelle
| Ergebnisse | Ergebnisse             | 01. | 02. | 03. | 04. |
| ---------- | ---------------------- | --- | --- | --- | --- |
| 01.        | SK Rockaden Stockholm  |     | 5   | 7½  | 5½  |
| 02.        | Schackkamraterna Solna | 5   |     | 6½  | 5   |
| 03.        | Wasa SK                | 2½  | 3½  |     | 6   |
| 04.        | SK Kamraterna Göteborg | 4½  | 5   | 4   |     |

## Die Meistermannschaft
| 1.            | SK Rockaden Stockholm |
| Schachfiguren | Olof Sterner, Bengt-Eric Hörberg, Sture Nyman, Bertil Lundberg, Allan Bergqvist, Joachim Wesche, Rudolf Forsberg, Ivar Ejeland, Herbert Möllersten, Jakob Ladstätter, A. O. Larsson. |